# Академіка (футбольний клуб, Ділі)
Футбольний клуб Академіка, або Академіка е Спортінг де Тімор (порт. Académica e Sporting de Timor) — східнотиморський футбольний клуб з міста Ділі, який виступає в Першому дивізіоні Ліги Амадора, найвищій національній лізі, та є однією з перших 8 команд, які брали участь у першому сезоні ліги в 2015—2016 роках. Клуб також включає футзальну команду, яка грає в Пра-Лізі Футзал Тимор-Лешті, і жіночу команда, яка грає в Лізі Фето Тімор Прімейра Дивізао.